# Predsednik vlade Bolgarije
Predsednik vlade Bolgarije (bolgarsko министър-председател, latinizirano: ministăr-predsedatel) je vodja vlade Bolgarije. Je vodja politične koalicije v bolgarskem parlamentu – znanem kot Narodna skupščina Bolgarije (Народно събрание, Narodno săbranie) – in vodja vlade. V nekaterih primerih predsednika vlade imenuje predsednik Bolgarije.
Od 16. januarja 2025 je predsednik vlade Bolgarije Rosen Željazkov.

## Seznam vodij vlade Bolgarije

### Kneževina Bolgarija(1878–1908)
| Št.                                  | Portret                              | Ime (rojen–umrl)                                              | Mandat                               | Mandat                               | Mandat                               | Politična stranka                    | Volitve                              | Knez (vladavina)                     |
| Št.                                  | Portret                              | Ime (rojen–umrl)                                              | Prevzel funkcijo                     | Zapustil funkcijo                    | Trajanje                             | Politična stranka                    | Volitve                              | Knez (vladavina)                     |
| Predsednik Sveta ministrov 1879–1908 | Predsednik Sveta ministrov 1879–1908 | Predsednik Sveta ministrov 1879–1908                          | Predsednik Sveta ministrov 1879–1908 | Predsednik Sveta ministrov 1879–1908 | Predsednik Sveta ministrov 1879–1908 | Predsednik Sveta ministrov 1879–1908 | Predsednik Sveta ministrov 1879–1908 | Predsednik Sveta ministrov 1879–1908 |
| ------------------------------------ | ------------------------------------ | ------------------------------------------------------------- | ------------------------------------ | ------------------------------------ | ------------------------------------ | ------------------------------------ | ------------------------------------ | ------------------------------------ |
| 1                                    |                                      | Todor Burmov (1834–1906)                                      | 17. julij 1879                       | 6. december 1879                     | 0 let, 142 dni                       | Konservativna stranka                | januar 1879                          | Aleksander I. (1879–1886)            |
| 2                                    |                                      | Škof Kliment Turnovski (1841–1901)                            | 6. december 1879                     | 7. april 1880                        | 0 let, 123 dni                       | Konservativna stranka                | —                                    | Aleksander I. (1879–1886)            |
| 3                                    |                                      | Dragan Cankov (1828–1911)                                     | 7. april 1880                        | 10. december 1880                    | 0 let, 247 dni                       | Liberalna stranka                    | sep.–okt. 1879 1880                  | Aleksander I. (1879–1886)            |
| 4                                    |                                      | Petko Karavelov (1843–1903)                                   | 10. december 1880                    | 9. maj 1881                          | 0 let, 150 dni                       | Liberalna stranka                    | januar 1881                          | Aleksander I. (1879–1886)            |
| 5                                    |                                      | Johan Ehrnrooth (1833–1913)                                   | 9. maj 1881                          | 13. julij 1881                       | 0 let, 65 dni                        | Ruska carska vojska                  | junij 1881                           | Aleksander I. (1879–1886)            |
| —                                    |                                      | nezasedeno: avtoritarni režim kneza Aleksander I. (1857–1893) | 13. julij 1881                       | 5. julij 1882                        | 0 let, 357 dni                       | —                                    | —                                    | Aleksander I. (1879–1886)            |
| 6                                    |                                      | Leonid Sobolev (1844–1913)                                    | 5. julij 1882                        | 19. september 1883                   | 1 leto, 76 dni                       | Ruska carska vojska                  | 1882                                 | Aleksander I. (1879–1886)            |
| (3)                                  |                                      | Dragan Cankov (1828–1911) drugič                              | 19. september 1883                   | 11. julij 1884                       | 0 let, 296 dni                       | Liberalna stranka                    | 1884                                 | Aleksander I. (1879–1886)            |
| (4)                                  |                                      | Petko Karavelov (1843–1903) drugič                            | 11. julij 1884                       | 21. avgust 1886                      | 2 leti, 41 dni                       | Liberalna stranka                    | —                                    | Aleksander I. (1879–1886)            |
| (2)                                  |                                      | Metropolitan Kliment Turnovski (1841–1901) drugič             | 21. avgust 1886                      | 24. avgust 1886                      | 0 let, 3 dni                         | Konservativna stranka                | —                                    | Aleksander I. (1879–1886)            |
| (4)                                  |                                      | Petko Karavelov (1843–1903) tretjič                           | 24. avgust 1886                      | 28. avgust 1886                      | 0 let, 4 dni                         | Liberalna stranka                    | —                                    | Aleksander I. (1879–1886)            |
| 7                                    |                                      | Vasil Radoslavov (1854–1929)                                  | 28. avgust 1886                      | 10. julij 1887                       | 0 let, 316 dni                       | Liberalna stranka                    | 1886                                 | Aleksander I. (1879–1886)            |
| 7                                    | Ferdinand I. (1887–1908)             | Vasil Radoslavov (1854–1929)                                  | 28. avgust 1886                      | 10. julij 1887                       | 0 let, 316 dni                       | Liberalna stranka                    | 1886                                 |                                      |
| 8                                    |                                      | Konstantin Stoilov (1853–1901)                                | 10. julij 1887                       | 1. september 1887                    | 0 let, 53 dni                        | Konservativna stranka                | —                                    |                                      |
| 9                                    |                                      | Stefan Stambolov (1854–1895)                                  | 1. september 1887                    | 31. maj 1894                         | 6 let, 272 dni                       | Narodnoliberalna stranka             | 1887 1890 april 1893 julij 1893      |                                      |
| (8)                                  |                                      | Konstantin Stoilov (1853–1901) drugič                         | 31. maj 1894                         | 30. januar 1899                      | 4 leta, 244 dni                      | Ljudska stranka                      | 1894 1896                            |                                      |
| 10                                   |                                      | Dimitar Grekov (1847–1901)                                    | 30. januar 1899                      | 13. oktober 1899                     | 0 let, 256 dni                       | Narodnoliberalna stranka             | 1899                                 |                                      |
| 11                                   |                                      | Todor Ivančov (1858–1905)                                     | 13. oktober 1899                     | 25. januar 1901                      | 1 leto, 104 dni                      | Liberalna stranka (Radoslavisti)     | —                                    |                                      |
| 12                                   |                                      | Račo Petrov (1861–1942)                                       | 25. januar 1901                      | 5. marec 1901                        | 0 let, 39 dni                        | neodvisni                            | 1901                                 |                                      |
| (4)                                  |                                      | Petko Karavelov (1843–1903) četrtič                           | 5. marec 1901                        | 4. januar 1902                       | 0 let, 305 dni                       | Demokratska stranka                  | —                                    |                                      |
| 13                                   |                                      | Stojan Danev (1858–1949)                                      | 4. januar 1902                       | 19. maj 1903                         | 1 leto, 135 dni                      | Napredna liberalna stranka           | 1902                                 |                                      |
| (12)                                 |                                      | Račo Petrov (1861–1942) drugič                                | 19. maj 1903                         | 5. november 1906                     | 3 leta, 170 dni                      | neodvisni                            | 1903                                 |                                      |
| 14                                   |                                      | Dimitar Petkov (1858–1907)                                    | 5. november 1906                     | 11. marec 1907†                      | 0 let, 126 dni                       | Narodnoliberalna stranka             | —                                    |                                      |
| 15                                   |                                      | Dimitar Stančov (1863–1940) vršilec dolžnosti                 | 12. marec 1907                       | 16. marec 1907                       | 0 let, 4 dni                         | neodvisni                            | —                                    |                                      |
| 16                                   |                                      | Petar Gudev (1863–1932)                                       | 16. marec 1907                       | 29. januar 1908                      | 0 let, 319 dni                       | Narodnoliberalna stranka             | —                                    |                                      |
| 17                                   |                                      | Aleksandar Malinov (1867–1938)                                | 29. januar 1908                      | 5. oktober 1908                      | 0 let, 250 dni                       | Demokratska stranka                  | 1908                                 |                                      |

### Kraljevina Bolgarija(1908–1946)
| Št.                                  | Portret                              | Ime (rojen–umrl)                              | Mandat                               | Mandat                               | Mandat                               | Politična stranka                    | Volitve                              | Car (vladavina)                      |
| Št.                                  | Portret                              | Ime (rojen–umrl)                              | Prevzel funkcijo                     | Zapustil funkcijo                    | Trajanje                             | Politična stranka                    | Volitve                              | Car (vladavina)                      |
| Predsednik Sveta ministrov 1908–1946 | Predsednik Sveta ministrov 1908–1946 | Predsednik Sveta ministrov 1908–1946          | Predsednik Sveta ministrov 1908–1946 | Predsednik Sveta ministrov 1908–1946 | Predsednik Sveta ministrov 1908–1946 | Predsednik Sveta ministrov 1908–1946 | Predsednik Sveta ministrov 1908–1946 | Predsednik Sveta ministrov 1908–1946 |
| ------------------------------------ | ------------------------------------ | --------------------------------------------- | ------------------------------------ | ------------------------------------ | ------------------------------------ | ------------------------------------ | ------------------------------------ | ------------------------------------ |
| 17                                   |                                      | Aleksandar Malinov (1867–1938)                | 5. oktober 1908                      | 29. marec 1911                       | 2 leti, 175 dni                      | Demokratska stranka                  | —                                    | Ferdinand I. (1908–1918)             |
| 18                                   |                                      | Ivan Evstratiev Gešov (1849–1924)             | 29. marec 1911                       | 14. junij 1913                       | 2 leti, 77 dni                       | Ljudska stranka                      | junij 1911 september 1911            | Ferdinand I. (1908–1918)             |
| (13)                                 |                                      | Stojan Danev (1858–1949) drugič               | 14. junij 1913                       | 17. julij 1913                       | 0 let, 33 dni                        | Napredna liberalna stranka           | —                                    | Ferdinand I. (1908–1918)             |
| (7)                                  |                                      | Vasil Radoslavov (1854–1929) drugič           | 17. julij 1913                       | 21. junij 1918                       | 4 leta, 339 dni                      | Liberalna stranka (Radoslavisti)     | 1913 1914                            | Ferdinand I. (1908–1918)             |
| (17)                                 |                                      | Aleksandar Malinov (1867–1938) drugič         | 21. junij 1918                       | 28. november 1918                    | 0 let, 160 dni                       | Demokratska stranka                  | —                                    | Ferdinand I. (1908–1918)             |
| (17)                                 | Boris III. (1918–1943)               | Aleksandar Malinov (1867–1938) drugič         | 21. junij 1918                       | 28. november 1918                    | 0 let, 160 dni                       | Demokratska stranka                  | —                                    |                                      |
| 19                                   |                                      | Teodor Teodorov (1869–1924)                   | 28. november 1918                    | 6. oktober 1919                      | 0 let, 312 dni                       | Ljudska stranka                      | —                                    |                                      |
| 20                                   |                                      | Aleksandar Stambolijski (1879–1923)           | 6. oktober 1919                      | 9. junij 1923 (odstavljen)           | 3 leta, 246 dni                      | Bolgarska kmečka ljudska zveza       | 1919 1920 april 1923                 |                                      |
| 21                                   |                                      | Aleksandar Cankov (1879–1959)                 | 9. junij 1923                        | 4. januar 1926                       | 2 leti, 209 dni                      | Demokratska zveza                    | november 1923                        |                                      |
| 22                                   |                                      | Andrej Ljapčev (1866–1933)                    | 4. januar 1926                       | 29. junij 1931                       | 5 let, 176 dni                       | Demokratska zveza                    | 1927                                 |                                      |
| (17)                                 |                                      | Aleksandar Malinov (1867–1938) tretjič        | 29. junij 1931                       | 12. oktober 1931                     | 0 let, 105 dni                       | Demokratska stranka                  | 1931                                 |                                      |
| 23                                   |                                      | Nikola Mušanov (1872–1951)                    | 12. oktober 1931                     | 19. maj 1934 (Odstavljen)            | 2 leti, 219 dni                      | Demokratska stranka                  | —                                    |                                      |
| 24                                   |                                      | Kimon Georgiev (1882–1969)                    | 19. maj 1934                         | 22. januar 1935                      | 0 let, 248 dni                       | neodvisni                            | —                                    |                                      |
| 25                                   |                                      | Penčo Zlatev (1881–1948)                      | 22. januar 1935                      | 21. april 1935                       | 0 let, 89 dni                        | Bolgarska vojska                     | —                                    |                                      |
| 26                                   |                                      | Andrej Tošev (1867–1944)                      | 21. april 1935                       | 23. november 1935                    | 0 let, 216 dni                       | neodvisni                            | —                                    |                                      |
| 27                                   |                                      | Georgi Kjoseivanov (1884–1960)                | 23. november 1935                    | 16. februar 1940                     | 4 leta, 85 dni                       | neodvisni                            | 1938 1939                            |                                      |
| 28                                   |                                      | Bogdan Filov (1883–1945)                      | 16. februar 1940                     | 9. september 1943                    | 3 leta, 205 dni                      | neodvisni                            | —                                    |                                      |
| 28                                   | Simeon II. (1943–1946)               | Bogdan Filov (1883–1945)                      | 16. februar 1940                     | 9. september 1943                    | 3 leta, 205 dni                      | neodvisni                            | —                                    |                                      |
| —                                    |                                      | Petar Gabrovski (1898–1945) vršilec dolžnosti | 9. september 1943                    | 14. september 1943                   | 0 let, 5 dni                         | neodvisni                            | —                                    |                                      |
| 29                                   |                                      | Dobri Božilov (1884–1945)                     | 14. september 1943                   | 1. junij 1944                        | 0 let, 261 dni                       | neodvisni                            | —                                    |                                      |
| 30                                   |                                      | Ivan Ivanov Bagrjanov (1891–1945)             | 1. junij 1944                        | 2. september 1944                    | 0 let, 93 dni                        | neodvisni                            | —                                    |                                      |
| 31                                   |                                      | Konstantin Muraviev (1893–1965)               | 2. september 1944                    | 9. september 1944 (Odstavljen)       | 0 let, 7 dni                         | Bolgarska kmečka ljudska zveza       | —                                    |                                      |
| (24)                                 |                                      | Kimon Georgiev (1882–1969) drugič             | 9. september 1944                    | 15. september 1946                   | 2 leti, 6 dni                        | Zveno                                | 1945                                 |                                      |

### Ljudska republika Bolgarija(1946–1990)
| Št.                                  | Portret                              | Ime (rojen–umrl)                     | Mandat                                     | Mandat                               | Mandat                               | Politična stranka                    | Volitve                              | Vodja države (mandat)                |
| Št.                                  | Portret                              | Ime (rojen–umrl)                     | Prevzel funkcijo                           | Zapustil funkcijo                    | Trajanje                             | Politična stranka                    | Volitve                              | Vodja države (mandat)                |
| Predsednik Sveta ministrov 1946–1990 | Predsednik Sveta ministrov 1946–1990 | Predsednik Sveta ministrov 1946–1990 | Predsednik Sveta ministrov 1946–1990       | Predsednik Sveta ministrov 1946–1990 | Predsednik Sveta ministrov 1946–1990 | Predsednik Sveta ministrov 1946–1990 | Predsednik Sveta ministrov 1946–1990 | Predsednik Sveta ministrov 1946–1990 |
| ------------------------------------ | ------------------------------------ | ------------------------------------ | ------------------------------------------ | ------------------------------------ | ------------------------------------ | ------------------------------------ | ------------------------------------ | ------------------------------------ |
| (24)                                 |                                      | Kimon Georgiev (1882–1969) drugič    | 15. september 1946                         | 23. november 1946                    | 0 let, 69 dni                        | Zveno                                | —                                    | Vasil Kolarov (1946–1947)            |
| 32                                   |                                      | Georgi Dimitrov (1882–1949)          | 23. november 1946                          | 2. julij 1949†                       | 2 leti, 221 dni                      | Komunistična partija Bolgarije       | 1946                                 | Vasil Kolarov (1946–1947)            |
| 32                                   | Minčo Nejčev (1947–1950)             | Georgi Dimitrov (1882–1949)          | 23. november 1946                          | 2. julij 1949†                       | 2 leti, 221 dni                      | Komunistična partija Bolgarije       | 1946                                 |                                      |
| 33                                   |                                      | Vasil Kolarov (1877–1950)            | 2. julij 1949 v. d. do 20. julija 1949     | 23. januar 1950†                     | 0 let, 205 dni                       | Komunistična partija Bolgarije       | 1949                                 |                                      |
| 34                                   |                                      | Valko Červenkov (1900–1980)          | 23. januar 1950 v. d. do 3. februarja 1950 | 17. april 1956                       | 6 let, 85 dni                        | Komunistična partija Bolgarije       | 1953                                 |                                      |
| 34                                   | Georgi Damjanov (1950–1958)          | Valko Červenkov (1900–1980)          | 23. januar 1950 v. d. do 3. februarja 1950 | 17. april 1956                       | 6 let, 85 dni                        | Komunistična partija Bolgarije       | 1953                                 |                                      |
| 35                                   |                                      | Anton Jugov (1904–1991)              | 17. april 1956                             | 19. november 1962                    | 6 let, 216 dni                       | Komunistična partija Bolgarije       | 1957                                 |                                      |
| 35                                   | Dimitar Ganev (1958–1964)            | Anton Jugov (1904–1991)              | 17. april 1956                             | 19. november 1962                    | 6 let, 216 dni                       | Komunistična partija Bolgarije       | 1957                                 |                                      |
| 36                                   |                                      | Todor Živkov (1911–1998)             | 19. november 1962                          | 7. julij 1971                        | 8 let, 230 dni                       | Komunistična partija Bolgarije       | 1962 1966                            |                                      |
| 36                                   | Georgi Trajkov (1964–1971)           | Todor Živkov (1911–1998)             | 19. november 1962                          | 7. julij 1971                        | 8 let, 230 dni                       | Komunistična partija Bolgarije       | 1962 1966                            |                                      |
| 37                                   |                                      | Stanko Todorov (1920–1996)           | 7. julij 1971                              | 16. junij 1981                       | 9 let, 344 dni                       | Komunistična partija Bolgarije       | 1971 1976                            | Todor Živkov (1971–1989)             |
| 38                                   |                                      | Griša Filipov (1919–1994)            | 16. junij 1981                             | 21. marec 1986                       | 4 leta, 278 dni                      | Komunistična partija Bolgarije       | 1981                                 | Todor Živkov (1971–1989)             |
| 39                                   |                                      | Georgi Atanasov (1933–2022)          | 21. marec 1986                             | 3. februar 1990                      | 3 leta, 319 dni                      | Komunistična partija Bolgarije       | 1986                                 | Todor Živkov (1971–1989)             |
| 39                                   | Petar Mladenov (1989–1990)           | Georgi Atanasov (1933–2022)          | 21. marec 1986                             | 3. februar 1990                      | 3 leta, 319 dni                      | Komunistična partija Bolgarije       | 1986                                 |                                      |
| 40                                   |                                      | Andrej Lukanov (1938–1996)           | 3. februar 1990                            | 15. november 1990                    | 0 let, 285 dni                       | Komunistična partija Bolgarije       | —                                    |                                      |
| 40                                   | Socialistična stranka Bolgarije      | Andrej Lukanov (1938–1996)           | 3. februar 1990                            | 15. november 1990                    | 0 let, 285 dni                       | Želju Želev (1990)                   | —                                    |                                      |

### Republika Bolgarija(1990–danes)
| Št.                                  | Portret                              | Ime (rojen–umrl)                            | Mandat                               | Mandat                               | Mandat                               | Politična stranka                                    | Volitve                              | Predsednik (mandat)                  |
| Št.                                  | Portret                              | Ime (rojen–umrl)                            | Prevzel funkcijo                     | Zapustil funkcijo                    | Trajanje                             | Politična stranka                                    | Volitve                              | Predsednik (mandat)                  |
| Predsednik Sveta ministrov 1990–1991 | Predsednik Sveta ministrov 1990–1991 | Predsednik Sveta ministrov 1990–1991        | Predsednik Sveta ministrov 1990–1991 | Predsednik Sveta ministrov 1990–1991 | Predsednik Sveta ministrov 1990–1991 | Predsednik Sveta ministrov 1990–1991                 | Predsednik Sveta ministrov 1990–1991 | Predsednik Sveta ministrov 1990–1991 |
| ------------------------------------ | ------------------------------------ | ------------------------------------------- | ------------------------------------ | ------------------------------------ | ------------------------------------ | ---------------------------------------------------- | ------------------------------------ | ------------------------------------ |
| (40)                                 |                                      | Andrej Lukanov (1938–1996)                  | 15. november 1990                    | 7. december 1990                     | 0 let, 22 dni                        | Socialistična stranka Bolgarije                      | —                                    | Želju Želev (1990–1997)              |
| 41                                   |                                      | Dimitar Popov (1927–2015)                   | 7. december 1990                     | 8. november 1991                     | 0 let, 336 dni                       | neodvisni                                            | 1990                                 | Želju Želev (1990–1997)              |
| Predsednik vlade 1991–danes          |                                      |                                             |                                      |                                      |                                      |                                                      |                                      | Želju Želev (1990–1997)              |
| 42                                   |                                      | Filip Dimitrov (1955–)                      | 8. november 1991                     | 30. december 1992                    | 1 leto, 52 dni                       | Zveza demokratskih sil                               | 1991                                 | Želju Želev (1990–1997)              |
| 43                                   |                                      | Ljuben Berov (1925–2006)                    | 30. december 1992                    | 17. oktober 1994                     | 1 leto, 291 dni                      | neodvisni s podporo Gibanja za pravice in svoboščine | 1991                                 | Želju Želev (1990–1997)              |
| 44                                   |                                      | Reneta Indžova (1953–) vršilka dolžnosti    | 17. oktober 1994                     | 25. januar 1995                      | 0 let, 100 dni                       | neodvisna                                            | 1991                                 | Želju Želev (1990–1997)              |
| 45                                   |                                      | Žan Videnov (1959–)                         | 25. januar 1995                      | 13. februar 1997                     | 2 leti, 19 dni                       | Socialistična stranka Bolgarije                      | 1994                                 | Želju Želev (1990–1997)              |
| 46                                   |                                      | Stefan Sofijanski (1951–) vršilec dolžnosti | 13. februar 1997                     | 21. maj 1997                         | 0 let, 97 dni                        | Zveza demokratskih sil                               | 1994                                 | Petar Stojanov (1997–2002)           |
| 47                                   |                                      | Ivan Kostov (1949–)                         | 21. maj 1997                         | 24. julij 2001                       | 4 leta, 64 dni                       | Zveza demokratskih sil                               | 1997                                 | Petar Stojanov (1997–2002)           |
| 48                                   |                                      | Simeon Sakskoburggotski (1937–)             | 24. julij 2001                       | 17. avgust 2005                      | 4 leta, 24 dni                       | Narodno gibanje „Simeon Drugi“                       | 2001                                 | Petar Stojanov (1997–2002)           |
| 48                                   | Georgi Prvanov (2002–2012)           | Simeon Sakskoburggotski (1937–)             | 24. julij 2001                       | 17. avgust 2005                      | 4 leta, 24 dni                       | Narodno gibanje „Simeon Drugi“                       | 2001                                 |                                      |
| 49                                   |                                      | Sergej Stanišev (1966–)                     | 17. avgust 2005                      | 27. julij 2009                       | 3 leta, 344 dni                      | Socialistična stranka Bolgarije                      | 2005                                 |                                      |
| 50                                   |                                      | Bojko Borisov (1959–)                       | 27. julij 2009                       | 13. marec 2013                       | 3 leta, 229 dni                      | GERB                                                 | 2009                                 |                                      |
| 50                                   | Rosen Plevneliev (2012–2017)         | Bojko Borisov (1959–)                       | 27. julij 2009                       | 13. marec 2013                       | 3 leta, 229 dni                      | GERB                                                 | 2009                                 |                                      |
| 51                                   |                                      | Marin Rajkov (1960–)                        | 13. marec 2013                       | 29. maj 2013                         | 0 let, 77 dni                        | neodvisni                                            | —                                    |                                      |
| 52                                   |                                      | Plamen Orešarski (1960–)                    | 29. maj 2013                         | 6. avgust 2014                       | 1 leto, 69 dni                       | neodvisni s podporo Socialistične stranke Bolgarije  | 2013                                 |                                      |
| 53                                   |                                      | Georgi Bliznaški (1956–)                    | 6. avgust 2014                       | 7. november 2014                     | 0 let, 93 dni                        | neodvisni                                            | —                                    |                                      |
| (50)                                 |                                      | Bojko Borisov (1959–) drugič                | 7. november 2014                     | 27. januar 2017                      | 2 leti, 81 dni                       | GERB                                                 | 2014                                 |                                      |
| (50)                                 | Rumen Radev (2017–)                  | Bojko Borisov (1959–) drugič                | 7. november 2014                     | 27. januar 2017                      | 2 leti, 81 dni                       | GERB                                                 | 2014                                 |                                      |
| 54                                   |                                      | Ognjan Gerdžikov (1946–)                    | 27. januar 2017                      | 4. maj 2017                          | 0 let, 97 dni                        | neodvisni                                            | —                                    |                                      |
| (50)                                 |                                      | Bojko Borisov (1959–) tretjič               | 4. maj 2017                          | 12. maj 2021                         | 4 leta, 8 dni                        | GERB                                                 | 2017                                 |                                      |
| 55                                   |                                      | Stefan Janev (1960–)                        | 12. maj 2021                         | 13. december 2021                    | 0 let, 215 dni                       | neodvisni                                            | april 2021 julij 2021                |                                      |
| 56                                   |                                      | Kiril Petkov (1980–)                        | 13. december 2021                    | 1. avgust 2022                       | 0 let, 231 dni                       | Nadaljujmo spremembe                                 | november 2021                        |                                      |
| 57                                   |                                      | Galab Donev (1967–)                         | 2. avgust 2022                       | 6. junij 2023                        | 0 let, 308 dni                       | neodvisni                                            | november 2021                        |                                      |
| 57                                   | 2022                                 | Galab Donev (1967–)                         | 2. avgust 2022                       | 6. junij 2023                        | 0 let, 308 dni                       | neodvisni                                            |                                      |                                      |
| 58                                   |                                      | Nikolaj Denkov (1962–)                      | 6. junij 2023                        | 9. april 2024                        | 0 let, 308 dni                       | Nadaljujmo spremembe                                 | 2023                                 |                                      |
| 59                                   |                                      | Dimitar Glavčev (1963–) vršilec dolžnosti   | 9. april 2024                        | 16. januar 2025                      | 0 let, 282 dni                       | neodvisni                                            | 2023                                 |                                      |
| 59                                   | junij 2024                           | Dimitar Glavčev (1963–) vršilec dolžnosti   | 9. april 2024                        | 16. januar 2025                      | 0 let, 282 dni                       | neodvisni                                            |                                      |                                      |
| 60                                   |                                      | Rosen Željazkov (1968–)                     | 16. januar 2025                      | trenutni                             | 0 let, 43 dni                        | GERB                                                 | oktober 2024                         |                                      |